# Peugeot Speedfight

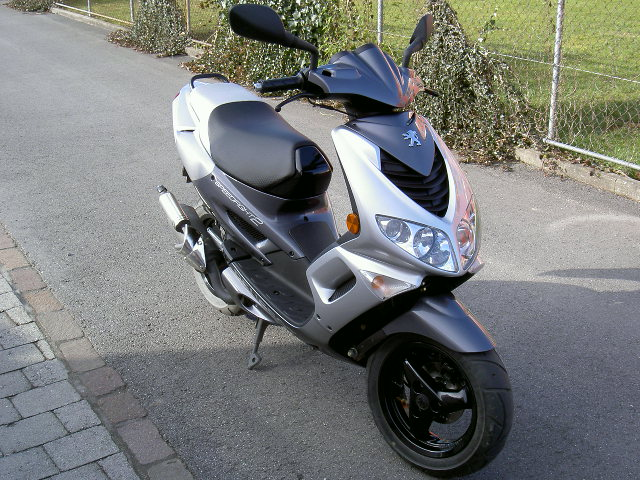
Speedfight 2

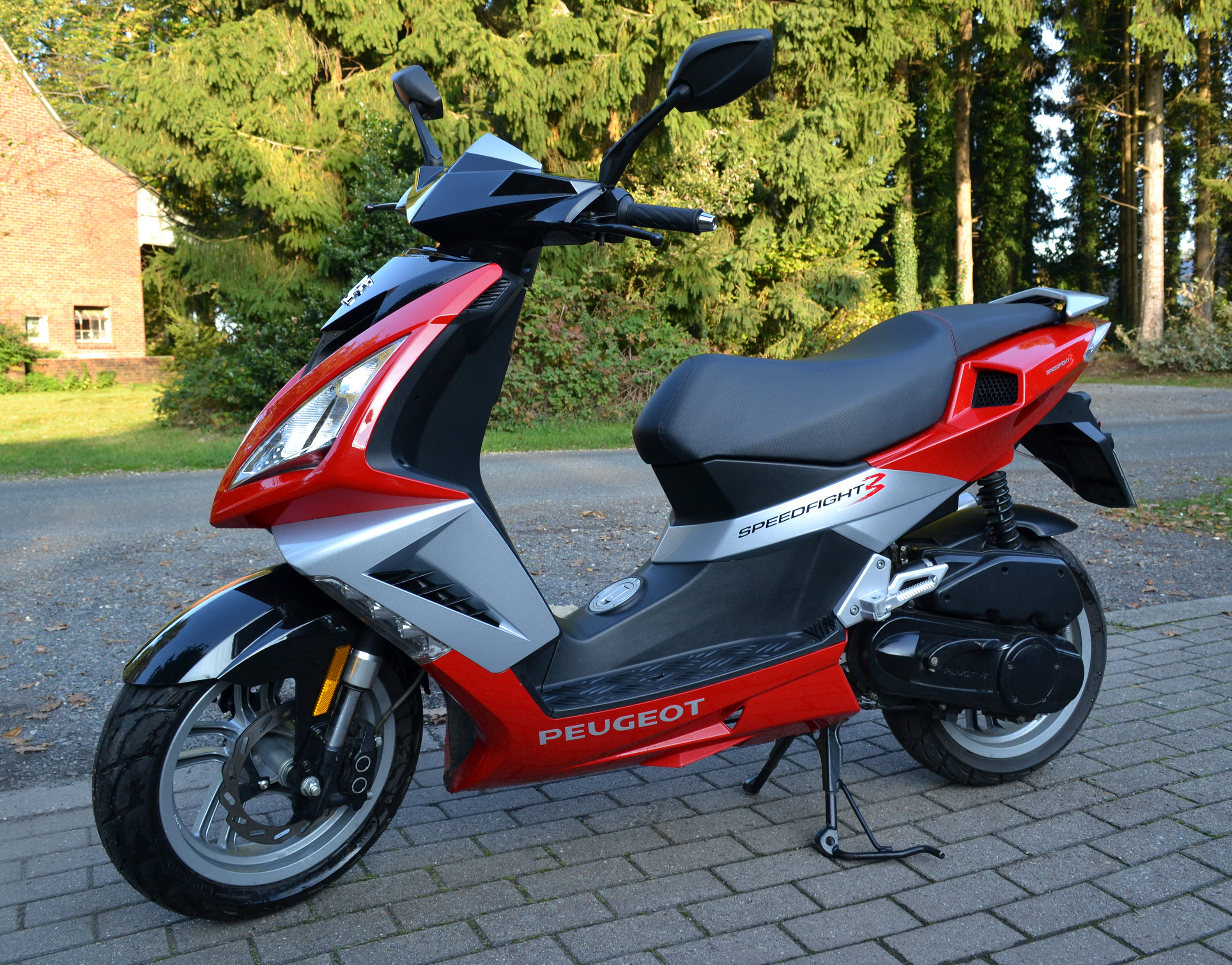
Speedfight 3

Der Speedfight ist ein von Peugeot Motocycles konstruierter Motorroller mit stufenlosem Keilriemen-Automatikantrieb. Seit 2015 wird er in der vierten Generation produziert. Weltweit wurden seit 1996 über 500.000 Stück verkauft.

## Frühere Modelle
Der Speedfight wurde 1996 auf den Markt gebracht. Er ist in den Ausführungen AC (Air-cooled = luftgekühlt) und LC (Liquid-cooled = wassergekühlt) erhältlich, wobei der AC eine etwas geringere Leistung hat und an der Hinterachse keine Scheibenbremse vorhanden ist. Beim luftgekühlten Speedfight wurde ein kürzer übersetztes Getriebe verwendet. Der Zweitaktmotor des Rollers ist luftgekühlt und wird auch in den Peugeot-Modellen TKR, Vivacity und Elystar (stehend angeordneter Zylinder) eingebaut. Zusätzlich gab es eine 100-cm³-Version, die nur als AC erhältlich war. Laut Hersteller beträgt dessen Höchstgeschwindigkeit 86 km/h.
Nachfolger wurde der Speedfight 2 mit leichten Modifikationen am Design und der Technik. Der Speedfight 2 hat einen Peugeot-Zweitaktmotor mit stehendem Zylinder.
Der 2008 auf der Intermot gezeigte Speedfight 3 hat 2009 den Speedfight 2 abgelöst. Der Speedfight 3 hat einen luft- oder wassergekühlten Zweitaktmotor von Peugeot mit liegendem Zylinder, es gibt ihn auch mit luftgekühltem Viertaktmotor.
Eine Besonderheit des Speedfight ist die Aufhängung des Vorderrades an einer Einarmschwinge (NSA New Single Arm, Monobras), die das Bremsstauchen (Eintauchen des Rollers beim Bremsen nach vorne) vermindert und das Einlenkverhalten beim Kurvenfahren verbessert.

## Aktuelles Modell

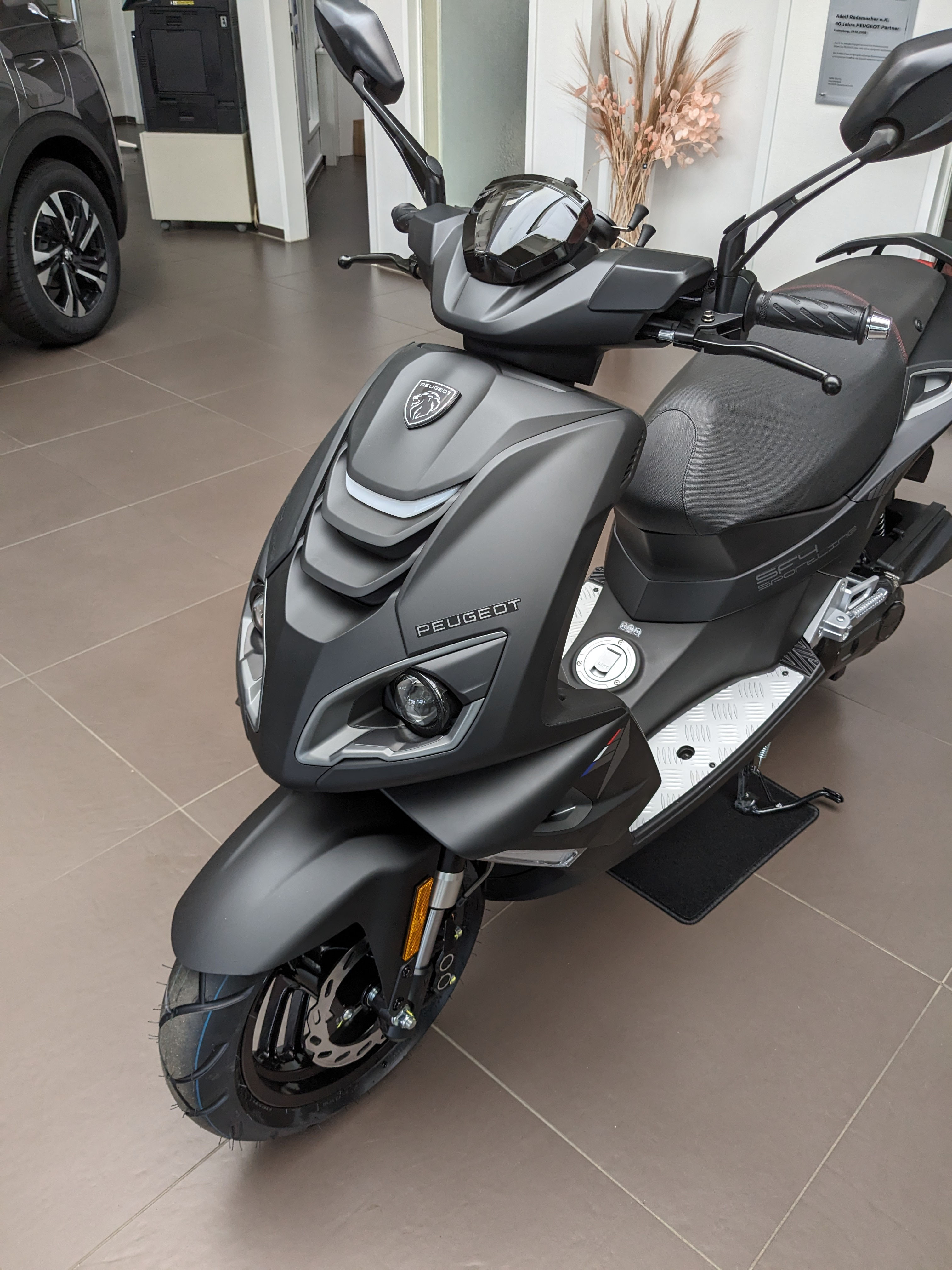
Speedfight 4 50 4T Sportline

Der Speedfight 4 wurde 2015 auf der Mailänder Messe EICMA als Nachfolger des Speedfight 3 vorgestellt. Peugeot kehrte bei diesem Modell zu einer eher runderen Form zurück. Beim aktuellen Modell werden luftgekühlte Viertaktmotoren eingebaut. In der Vergangenheit gab es den Speedfight 4 jedoch auch als wasser- und luftgekühlte Zweitakter. Der Grund für den Produktionsstopp der Zweitaktmodelle sind die strengeren Abgasvorschriften. Die größte Version des Speedfight 4 hat 125 cm³. Die Grundausstattung ist bei allen Modellen (Stand 2023, einschließlich Neumodelle) gleich. Die Sportline- und Motul-Editionen haben jedoch auch einige Extras wie z. B. Aluminiumtrittbretter, die der normale Speedfight 4 nicht hat.
|                             | Speedfight 4 50 4T 2023                   |
| --------------------------- | ----------------------------------------- |
| Diebstahlsicherung          | Mechanisches Schloss + Lenkradschloss     |
| Sattel                      | Zweisitzer                                |
| Beifahrer-Rückenlehne       | Nicht Vorhanden                           |
| Beifahrerfußstütze          | Vorhanden                                 |
| Passagiergriffe             | Vorhanden                                 |
| Ständer                     | Haupt (Seitenständer als extra verfügbar) |
| Elektrischer Anschluss      | USB-Anschluss im Ablagefach des Lenkers   |
| Staufach unter der Sitzbank | 1 Integralhelm                            |
| Handschuhfach               | Nicht Vorhanden                           |
| Taschenhaken                | Einklappbar an der Innenschürze           |
| Ablagefach                  | Auf dem Lenker mit USB-Anschluss          |
| Cockpit-Typ                 | Digital                                   |
| Warnblinker                 | Nicht Vorhanden                           |
| Tagfahrlicht                | Nicht Vorhanden                           |
| Lichtsignatur               | Vorhanden                                 |

## Technische Daten
|                                     | Speedfight 1/2 | Speedfight 3 (AC/LC); Iceblade/Darkside (AC/LC)           | Speedfight 4 50 4T Air 2023; Sportline |
| ----------------------------------- | --- | --------------------------------------------------------- | -------------------------------------- |
| Motor                               | Einzylinder-Zweitaktmotor mit Getrenntschmierung | Einzylinder, Zwei- oder Viertakt                          | Einzylinderviertaktmotor, 2 Ventile    |
| Verdichtungsverhältnis              | 12,9:1 | 12,9:1                                                    | --                                     |
| Hubraum                             | 49,13 cm³ | 49,9 cm³                                                  | 49,4 cm³                               |
| Bohrung × Hub (mm × mm)             | 40 × 39,13 | --                                                        | 37 × 46                                |
| Höchstgeschwindigkeit (Deutschland) | Mofa: 25 km/h Moped: 45 km/h(bis BJ 2002: 50 km/h) | Mofa: 25 km/h Roller/Moped: 45 km/h                       | Roller/Moped: 45 km/h                  |
| Leistung                            | AC: 3,1 kW (4,2 PS) bei 7100/min LC: 3,7 kW (5,0 PS) bei 6900/min | AC: 3,0 kW (4,1 PS) LC: 3,8 kW (5,2 PS)                   | AC: 2,2 kW (2,992 PS)                  |
| Starter                             | Elektro- und Kickstarter | Elektro- und Kickstarter                                  | Elektrostarter                         |
| Kraftstoff/Gemischaufbereitung      | bleifreies Benzin mit 95 ROZ Super E10 nur freigegeben mit von Peugeot vorgeschriebenen Zweitaktöl Super Plus 12 mm Gurtner-Vergaser mit Kaltstartautomatik\|\| AC: Vergaser mit Startautomatik | Elektronische Saugrohreinspritzung                        |                                        |
| Tankinhalt Benzin                   | 7 l | 7,2 l                                                     | 7,4 l                                  |
| Tankinhalt Öl                       | 1,25 l | 1,2 l                                                     | Getriebeöl: 0,12 l Motoröl: 0,8 l      |
| Zündung                             | Elektronische CDI-Zündung (kontaktlose Zündung) | AC: Elektronische CDI-Zündung                             | Elektronische CDI-Zündung              |
| Abgasnorm                           | EURO 1 EURO 2, ab 2004 | Euro 2                                                    | Euro 5                                 |
| Vorderradaufhängung                 | Einarmschwinge gekoppelt mit hydraulischem Federbein | Hydraulische Teleskopgabel (ø 32 mm) (Up Side Down Gabel) | Upside-Down-Gabel (Ø 32 mm)            |
| Hinterradaufhängung                 | Schwinge mit hydraulischem Federbein | Schwinge, Hydraulisches Federbein                         | Hydraulisches Federbein (Ø 50 mm)      |
| Leergewicht                         | LC: 96 kg AC: 95 kg | LC: 100 kg AC: 97 kg                                      | AC: 100 kg                             |
| Reifen vorn (mm/%-Zoll)             | 120/70-12 | 130/60-13                                                 | 130/60-13                              |
| Reifen hinten (mm/%-Zoll)           | 140/70-12 wahlweise 130/70-12 | 130/60-13                                                 | 130/60-13                              |
| Bremsen vorn                        | Scheibe 180 mm | Shurican (215 mm)                                         | Shurican (215 mm)                      |
| Bremsen hinten                      | AC: Trommel 110 mm, (gegen Aufpreis auch bei AC 180 mm Scheibe) LC: Scheibe 180 mm | AC: Trommel (110 mm) – LC: Shurican (215 mm)              | Trommel (110 mm)                       |
| Getriebe                            | stufenlose Keilriemenautomatik Gewichte: 7,5 g oder 8,0 g (16x13) | stufenlose Keilriemenautomatik                            | stufenlose Keilriemenautomatik         |
| Maße (L × B × H)                    | | 1895 mm × 700 mm × 1120 mm                                | 1895 mm × 700 mm × 1150 mm             |
| Sitzhöhe                            | | 800 mm                                                    | 800 mm                                 |
| Staufächer                          | | Staufach unter der Sitzbank                               | Staufach unter der Sitzbank            |